# Honda Deauville
La Honda Deauville anche noto come NT650V fino al 2005 e successivamente come NT700V, è una motocicletta stradale da turismo prodotta dalla casa motociclistica giapponese Honda dal 1998 per il mercato europeo, in sostituzione del NTV650 Revere. 
Lanciata come Deauville NT650V, la moto è spinta da un motore da 650 cm³ bicilindrico a V di 52°. Nel 2006, la cilindrata fu portata a 680 cm³ e la moto è stata rinominata come Deauville NT700V. L'erogazione della potenza avviene tramite un cardano attraverso un cambio a cinque rapporti. È uscita di produzione nel 2013

## Il contesto
La moto è una stradale semicarenata per uso turistico, erede diretta della Pacific Coast 800 e della NTV 650 Revere, dalla quale ha ereditato il motore, il telaio e la trasmissione a cardano. Integra le borse nella carrozzeria (16 e 18 litri nella prima edizione), vani per piccoli oggetti integrati nella semicarena ai lati del manubrio e del parabrezza. Ai lati del cruscotto ci sono gli alloggiamenti per gli altoparlanti da 10 cm. La sella è comoda e ben imbottita ed il maniglione per il passeggero si afferra bene in qualunque condizione.

## La NT 650 V
Nella prima versione, prodotta dal 1998 al 2005, il motore è un bicilindrico a V di 52° di 647 cm³, monoalbero a camme in testa e 6 valvole, rapporto di compressione di 9,2:1, con una potenza di 41 kW. L'alimentazione era affidata a 2 carburatori da 36 a valvola piatta. All'anteriore era dotata di una forcella da 41 mm, cerchio da 17" e pneumatico da 120, mentre al posteriore era presente il forcellone con mono ammortizzatore regolabile nel precarico e pneumatico da 150 su cerchio da 17". La frenata era all'anteriore con un doppio disco da 296 mm con pinze a 3 pistoncini, mentre al posteriore vi era un disco da 276 mm con pinza ad un pistoncino.

## La NT 700 V

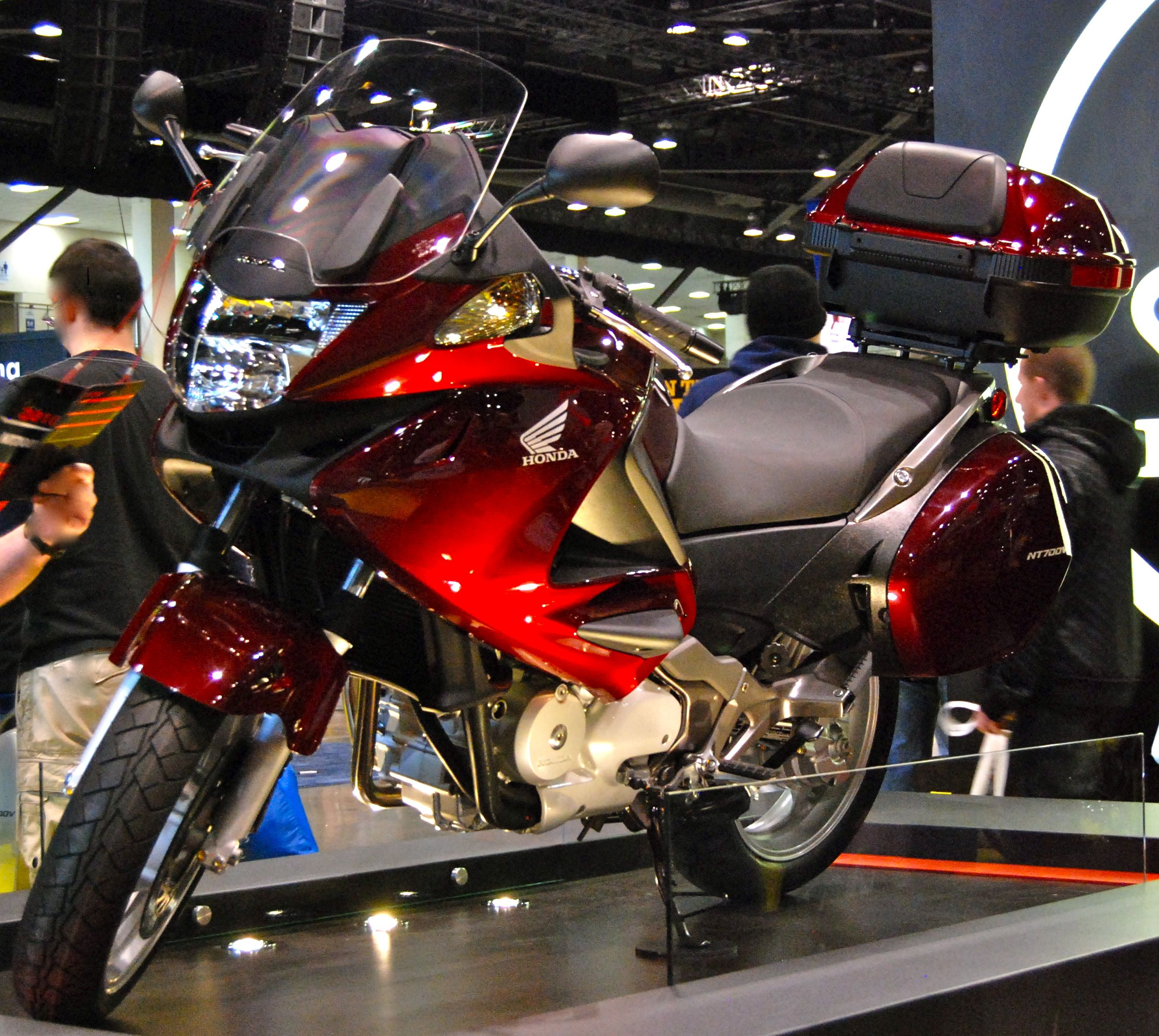
La seconda versione NT700V della Deauville

Nel 2006 viene introdotta la nuova versione (NT700V) che presenta linee più tese, parabrezza regolabile ed un motore rivisto per adeguarsi alle nuove norme anti-inquinamento, ma lascia il telaio e le sospensioni inalterate. La cilindrata è stata portata a 680 cm³, e il bicilindrico passa dalle 6 alle 8 valvole e adotta ora l'iniezione elettronica PGM-FI con corpi farfallati da 40. Il rapporto di compressione è salito a 10:1 e la potenza erogata è di 48,3 kW. Per quello che riguarda i freni mentre all'anteriore sono rimasti inalterati, al posteriore ora appare la pinza a doppio pistoncino.